# Parc quasi national d'Ishizuchi
Le parc quasi national d'Ishizuchi (石鎚国定公園, Ishizuchi Kokutei Kōen) est un parc quasi national situé dans les préfectures d'Ehime et de Kōchi au Japon. Créé le 1er novembre 1955, il s'étend sur 106,83 km2.